# Bacqueville
Pour les articles homonymes, voir Bacqueville-en-Caux.
Bacqueville est une commune française située dans le département de l'Eure, en région Normandie.

## Géographie

### Localisation
Bacqueville est une commune située sur le plateau qui domine la rive gauche de l’Andelle.
| Radepont              | Val d'Orger (comm. dél. de Grainville) | Val d'Orger (comm. dél. de Gaillardbois-Cressenville) |
| Amfreville-les-Champs | Bacqueville                            | Écouis                                                |
|                       | Houville-en-Vexin                      |                                                       |

### Hydrographie
La commune est située dans le bassin Seine-Normandie. Elle n'est drainée par aucun cours d'eau,.

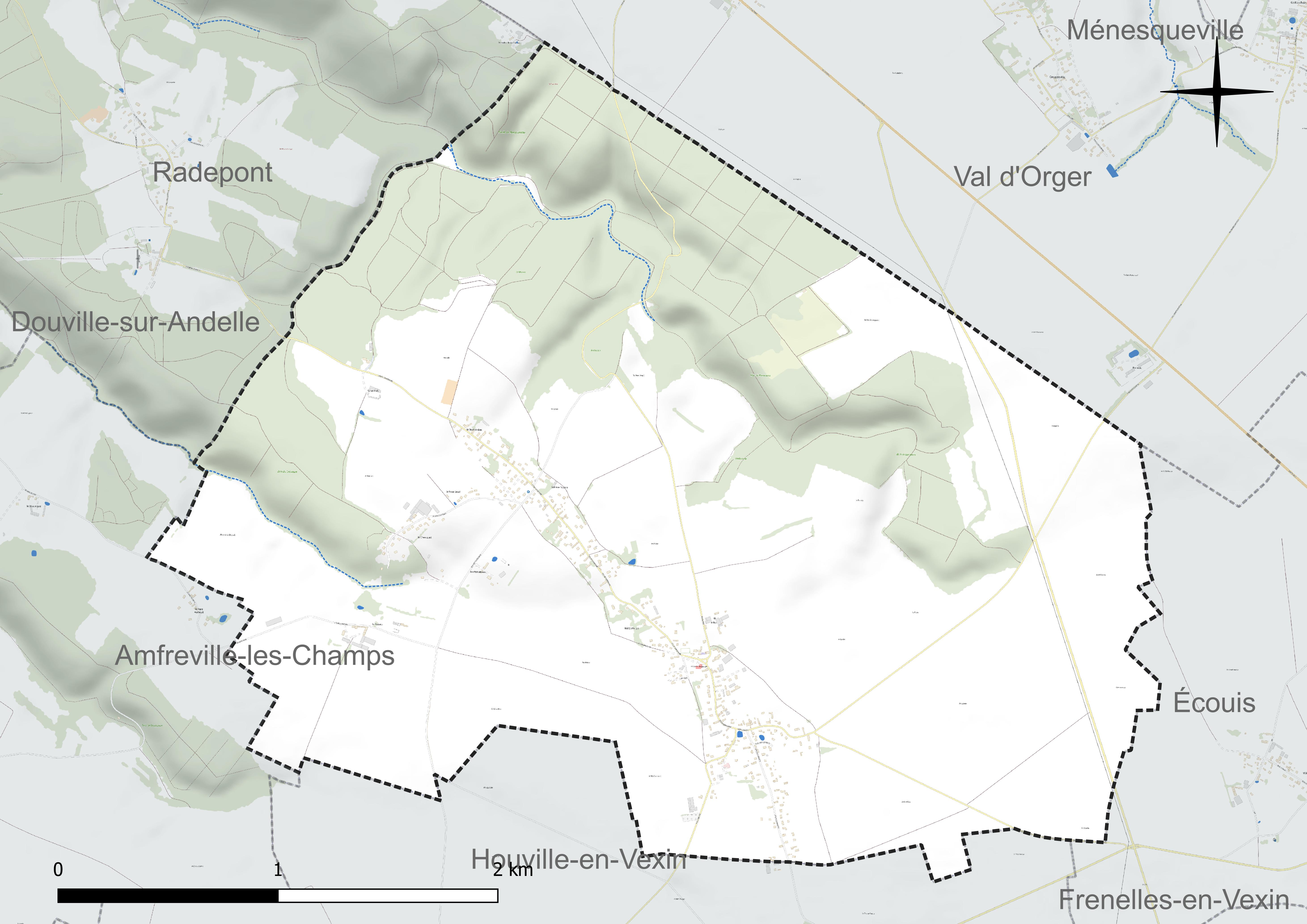
Réseau hydrographique de Bacqueville.

### Climat
Pour des articles plus généraux, voir Climat de la Normandie et Climat de l'Eure.
En 2010, le climat de la commune est de type climat océanique dégradé des plaines du Centre et du Nord, selon une étude du CNRS s'appuyant sur une série de données couvrant la période 1971-2000. En 2020, Météo-France publie une typologie des climats de la France métropolitaine dans laquelle la commune est exposée à un climat océanique et est dans la région climatique  Côtes de la Manche orientale, caractérisée par un faible ensoleillement (1 550 h/an) ; forte humidité de l’air (plus de 20 h/jour avec humidité relative > 80 % en hiver), vents forts fréquents. Parallèlement le GIEC normand, un groupe régional d’experts sur le climat, différencie quant à lui, dans une étude de 2020, trois grands types de climats pour la région Normandie, nuancés à une échelle plus fine par les facteurs géographiques locaux. La commune est, selon ce zonage, exposée à un « climat des plateaux abrités », correspondant aux plaines agricoles de l’Eure, avec une pluviométrie beaucoup plus faible que dans la plaine de Caen en raison du double effet d’abri provoqué par les collines du Bocage normand et par celles qui s’étendent sur un axe du Pays d'Auge au Perche.
Pour la période 1971-2000, la température annuelle moyenne est de 10,2 °C, avec  une amplitude thermique annuelle de 13,8 °C. Le cumul annuel moyen de précipitations est de 782 mm, avec 11,9 jours de précipitations en janvier et 8,3 jours en juillet. Pour la période 1991-2020, la température moyenne annuelle observée sur la station météorologique la plus proche, située sur la commune de Muids à 12 km à vol d'oiseau, est de 12,0 °C et le cumul annuel moyen de précipitations est de 609,1 mm,. Pour l'avenir, les paramètres climatiques de la commune estimés pour 2050 selon différents scénarios d’émission de gaz à effet de serre sont consultables sur un site dédié publié par Météo-France en novembre 2022.

## Urbanisme

### Typologie
Au 1er janvier 2024, Bacqueville est catégorisée commune rurale à habitat dispersé, selon la nouvelle grille communale de densité à 7 niveaux définie par l'Insee en 2022.
Elle est située hors unité urbaine et hors attraction des villes,.

### Occupation des sols
L'occupation des sols de la commune, telle qu'elle ressort de la base de données européenne d’occupation biophysique des sols Corine Land Cover (CLC), est marquée par l'importance des territoires agricoles (65 % en 2018), en diminution par rapport à 1990 (66,1 %). La répartition détaillée en 2018 est la suivante : terres arables (62,8 %), forêts (29,9 %), zones urbanisées (5,1 %), zones agricoles hétérogènes (2,3 %). L'évolution de l’occupation des sols de la commune et de ses infrastructures peut être observée sur les différentes représentations cartographiques du territoire : la carte de Cassini (XVIIIe siècle), la carte d'état-major (1820-1866) et les cartes ou photos aériennes de l'IGN pour la période actuelle (1950 à aujourd'hui).

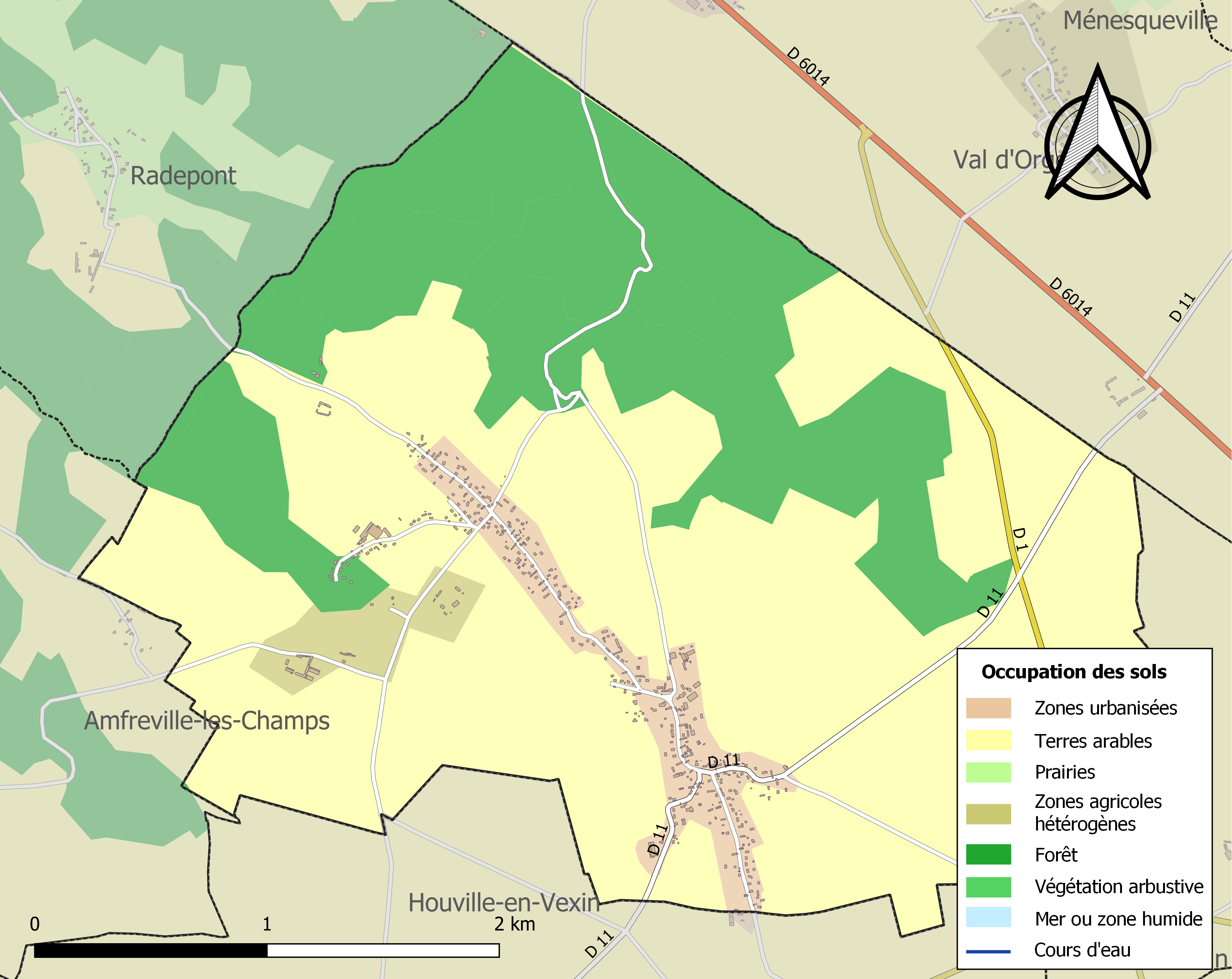
Carte des infrastructures et de l'occupation des sols de la commune en 2018 (CLC).

## Toponymie
Le village est attesté sous les formes Baschiville 1028 - 1033 (Fauroux 66, 67), Bascavilla en 1055 (cartulaire de Saint-Amand de Rouen), Baschitvilla en 1096 (charte du duc Robert Ier), Baschevilla en 1133, Bascherville en 1151, Bascheville en 1170, Basquevilla en 1251, Baschavilla au XIIIe siècle, Basqueville jouxte Ecouis en 1366, Bacqueville-en-Vexin en 1868.
Il n'est pas sûr que le premier élément soit le même que dans Bacqueville-en-Caux qui est attesté sous la forme Bascavilla en 1040 - 1066, à la même époque, dans lequel François de Beaurepaire identifie l'adjectif ethnique basque. Il s'agit vraisemblablement d'un nom de personne, mais d'origine incertaine.
Le second élément est l'appellatif -ville « domaine rural » (issu du gallo-roman VILLA, au sens de « grand domaine rural ») et qui s'est employé dès le VIIe siècle, mais surtout répandu aux Xe et XIe siècles à l'époque de l'installation des colons anglo-norrois.

## Histoire
Le territoire où se forma Bacqueville appartenait à l'époque des Mérovingiens à la cathédrale de Rouen. L'église Notre-Dame y doit probablement son origine. Le nom Bacqueville apparaît en 1030 lors d'une donation faite par Robert Ier, duc de Normandie. À cette époque, les chanoines de la cathédrale possèdent la moitié du territoire de Bacqueville. En 1117, le patronage de l'église est cédé par Goël de Baudemont aux chanoines du prieuré de Saulseuse.
Bacqueville est au XIIIe siècle incorporée à la châtellenie de Vernon. Il y existait alors un château fort. Baudry de Bray ou du Bosc possède avant 1131 le château et le domaine de Bacqueville. La forteresse est cédée en 1150 par Henri Plantagenêt à Louis VII. En 1152, à la suite de la tentative du roi de France de pénétrer en Normandie, Henri, en représailles, fait détruire le château.
En 1249, Bacqueville dépend du doyenné de Vesly. En 1263, 120 feux sont recensés par Eudes Rigaud à Bacqueville. À la suite de l'extinction de la famille seigneuriale, Baudemont et Bacqueville rentrent dans le domaine royal pour une grande partie.
La seigneurie de Bacqueville est érigée en comté par lettres patentes en 1660 au profit de Jean-Louis Faucon de Ris, premier-président au Parlement de Rouen. Il est conservé jusqu'en 1713 où il passe à Jean-Prosper Goujon de Gasville.
La mairie-école est inaugurée en 1908.

## Politique et administration
| Période                                  | Période   | Identité            | Étiquette | Qualité  |
| ---------------------------------------- | --------- | ------------------- | --------- | -------- |
| Les données manquantes sont à compléter. |           |                     |           |          |
| vers 1804                                |           | Nicolas Lefebvre    |           |          |
| vers 1809                                |           | Barbé               |           |          |
| vers 1815                                | vers 1821 | H. Campigny         |           |          |
| Les données manquantes sont à compléter. |           |                     |           |          |
| 1937                                     | 1941      | F. Dupuy            |           |          |
| Les données manquantes sont à compléter. |           |                     |           |          |
| avant 1981                               | 1983      | René Lemoine        | PCF       |          |
| mars 1983                                | 1995      | Maurice Raimbault   |           |          |
| mars 1995                                | 2001      | René Gosselin       |           |          |
| mars 2001                                | 2008      | Anne Marie Hacquard |           |          |
| mars 2008                                | en cours  | Roger Collette      | DVD       | Retraité |
| Les données manquantes sont à compléter. |           |                     |           |          |

## Démographie
L'évolution du nombre d'habitants est connue à travers les recensements de la population effectués dans la commune depuis 1793. Pour les communes de moins de 10 000 habitants, une enquête de recensement portant sur toute la population est réalisée tous les cinq ans, les populations de référence des années intermédiaires étant quant à elles estimées par interpolation ou extrapolation. Pour la commune, le premier recensement exhaustif entrant dans le cadre du nouveau dispositif a été réalisé en 2006.

En 2022, la commune comptait 620 habitants, en évolution de +0,32 % par rapport à 2016 (Eure : −0,25 %, France hors Mayotte : +2,11 %).
| 1793 | 1800 | 1806 | 1821 | 1831 | 1836 | 1841 | 1846 | 1851 |
| ---- | ---- | ---- | ---- | ---- | ---- | ---- | ---- | ---- |
| 640  | 596  | 577  | 555  | 582  | 577  | 591  | 577  | 551  |

| 1856 | 1861 | 1866 | 1872 | 1876 | 1881 | 1886 | 1891 | 1896 |
| ---- | ---- | ---- | ---- | ---- | ---- | ---- | ---- | ---- |
| 532  | 501  | 484  | 445  | 434  | 431  | 391  | 413  | 367  |

| 1901 | 1906 | 1911 | 1921 | 1926 | 1931 | 1936 | 1946 | 1954 |
| ---- | ---- | ---- | ---- | ---- | ---- | ---- | ---- | ---- |
| 350  | 347  | 338  | 319  | 301  | 287  | 267  | 257  | 240  |

| 1962 | 1968 | 1975 | 1982 | 1990 | 1999 | 2006 | 2011 | 2016 |
| ---- | ---- | ---- | ---- | ---- | ---- | ---- | ---- | ---- |
| 232  | 234  | 248  | 283  | 385  | 404  | 498  | 570  | 618  |

| 2021 | 2022 | - | - | - | - | - | - | - |
| ---- | ---- | - | - | - | - | - | - | - |
| 624  | 620  | - | - | - | - | - | - | - |

## Culture locale et patrimoine

### Lieux et monuments
Bacqueville compte plusieurs édifices recensés à l'inventaire général du patrimoine culturel :
- L'église Notre-Dame (XVIe et XVIIIe)[24]. Elle possède dans son clocher octogonal une cloche de 1637, et accueille dans ses lieux quelques éléments provenant des célestins de Rouen (contretable, stalles ; retable et tabernacle dus à Michel Lourdel). La nef et la chapelle latérale Sud datent du premier quart du XVIe siècle, le chœur et la chapelle latérale Nord du XVIIIe siècle ;
- Le presbytère (XVIIe et XVIIIe)[25] ;
- Un manoir du XVIIe siècle au lieu-dit le Buc[26]. Le colombier date de la première moitié du XVIIe siècle. Le logis et les parties agricoles ont été entièrement remaniés ;
- Un manoir des XVIIIe et XIXe siècles au lieu-dit les Perruzeaux[27]. Le colombier date du XVIIIe siècle. Le logis porte la date 1861 ;
- Un manoir du XVIe siècle au lieu-dit la Poterie[28] ;
- Un manoir des XIIe (détruit), XVIIe et XIXe siècles au lieu-dit Criquetuit[29]. Le manoir et la chapelle sont mentionnés au XIIe siècle. La chapelle a été détruite. Le logis de ferme date probablement du XVIIe siècle. Enfin, les bâtiments agricoles ont été très remaniés au XIXe siècle ;
- Une croix de chemin du XVIIIe siècle au lieu-dit les Cabarets[30] ;
- Deux maisons du XVIIe siècle au lieu-dit le Bout de Bas[31],[32] et une maison du XVIIe siècle au lieu-dit le Chouquet[33].

Il est à noter qu'un château fort aujourd'hui détruit est également recensé à cet inventaire. Ce château, dont la localisation est inconnue, date probablement du XIIe siècle. La motte féodale en rapport est citée par Adolphe Joanne dans la Géographie du département de l'Eure.

### Personnalités liées à la commune
- Baudry de Bray (-vers 1145), chevalier, seigneur de Bacqueville, a participé à la bataille de Brémule.